# Richie Kotzen

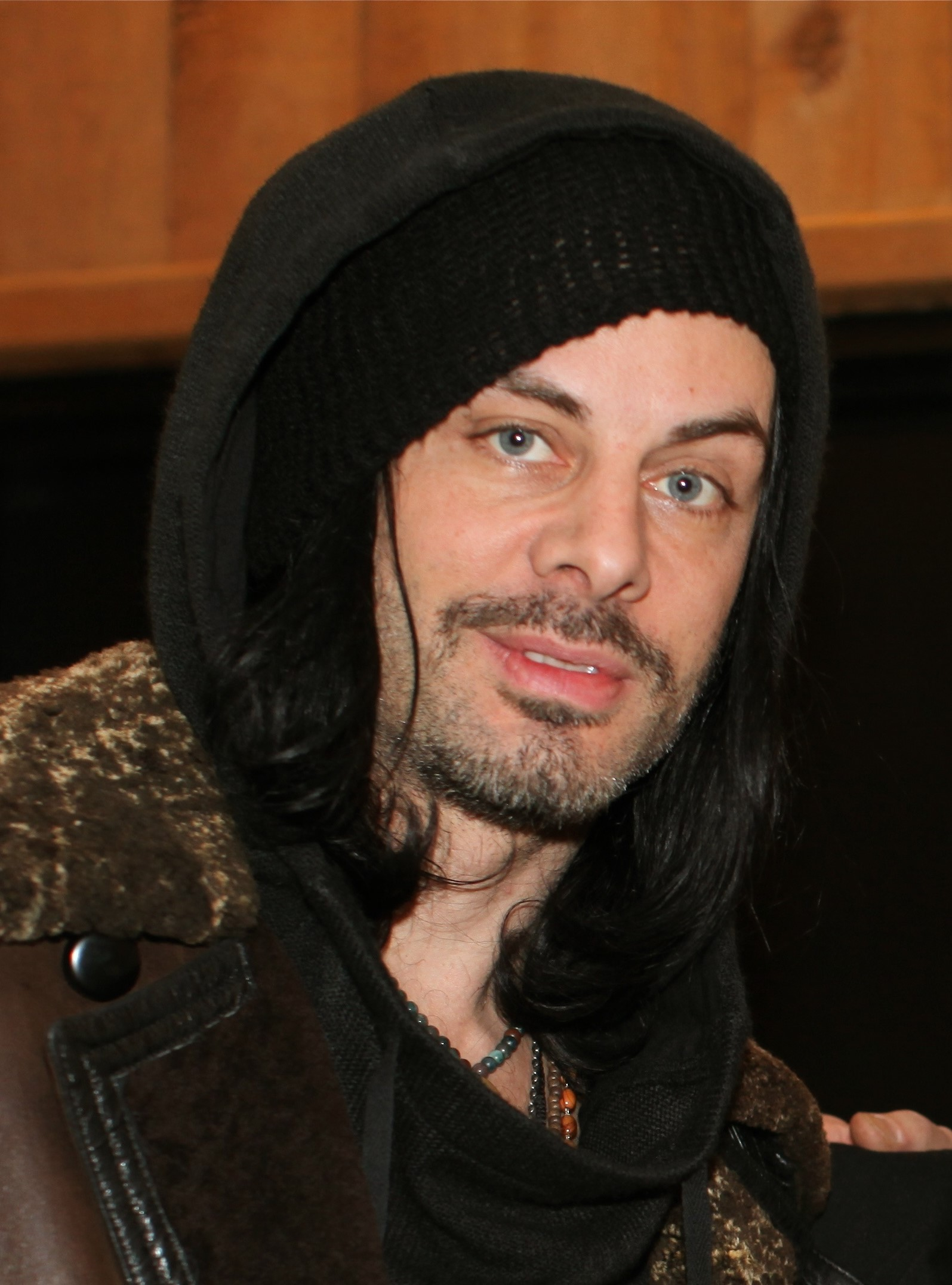
Richie Kotzen (2011)

Richard „Richie“ Dale Kotzen Jr. (* 3. Februar 1970 in Reading, Pennsylvania) ist ein US-amerikanischer Rock-Gitarrist und -Sänger.

## Biografie
Kotzen spielt seit dem fünften Lebensjahr Gitarren, mit sieben kam die E-Gitarre hinzu.
Seit 1989 hat er über 20 Soloalben veröffentlicht. Er spielt nicht nur Rock wie bei den Bands Poison (1991–1993) und Mr. Big (1999–2002), sondern auch Blues, Rhythm and Blues, Funk, Fusion und Jazz, was er mit seiner soullastigen Stimme kombiniert.
Im Jahr 1992 war er als Gastgitarrist an dem Album L.A. Blues Authority II mit dem Sänger Glenn Hughes beteiligt, 1993 war er als Gastsänger und -gitarrist auf dem Stevie-Salas-Album The Electric Pow Wow zu hören sowie 1996/97 auf zwei Alben des Funk-Rock-Bassisten T. M. Stevens (Sticky Wicked und Radioactive). Zudem veröffentlichte er zwei Jazz-Blues-Rock-Fusion-Alben mit Greg Howe (1995/97). Im Jahre 1999 nahm er ein Jazz-Prog-Rock-Fusion-Album mit Stanley Clarke und Lenny White unter dem Namen Vertú auf. 2006 war er zudem als Gastsänger und Songwriter auf dem Album Rough Beat (2010 unter dem Titel Resurrection neuaufgelegt) des Blues-Funk-Rock-Gitarristen Steve Saluto zu hören.
Kotzen spielt seit 2007 nicht mehr mit Plektrum, sondern mit den Fingern.
2009 entstand in Zusammenarbeit mit dem Pop-Rock-Produzenten Richie Zito unter dem Projektnamen Wilson Hawk das Album The Road, auf dem sie den Blue-Eyed-Soul-Pop der 1960s und 1970s zelebrieren und aufleben lassen, wobei 50 Prozent der Titel sanfte, gefühlvolle Balladen sind.
Seit 2012 spielt Kotzen in dem Rocktrio The Winery Dogs zusammen mit dem Schlagzeuger Mike Portnoy (Dream-Theater) und dem Bassisten Billy Sheehan von Mr. Big. Kotzen schlug den Namen Winery Dogs vor. Mit ihnen veröffentlichte er 2013 ein Album  und war auf Welttournee. Im Oktober 2015 erschien deren zweites Album Hot Streak. 2015/16 war er mit den Winery Dogs wieder auf Welttournee.
Zum Song Devil’s Hand wurde ein Video gedreht, in dem Kotzen mit seiner Frau, der Bassistin Julia Lage, zu sehen ist.
Im Februar 2020 nahm Kotzen mit dem Iron-Maiden-Gitarristen Adrian Smith ein Album auf; Smith/Kotzen wurde von Kevin Shirley abgemischt und im März 2021 in Europa veröffentlicht.

## Diskografie

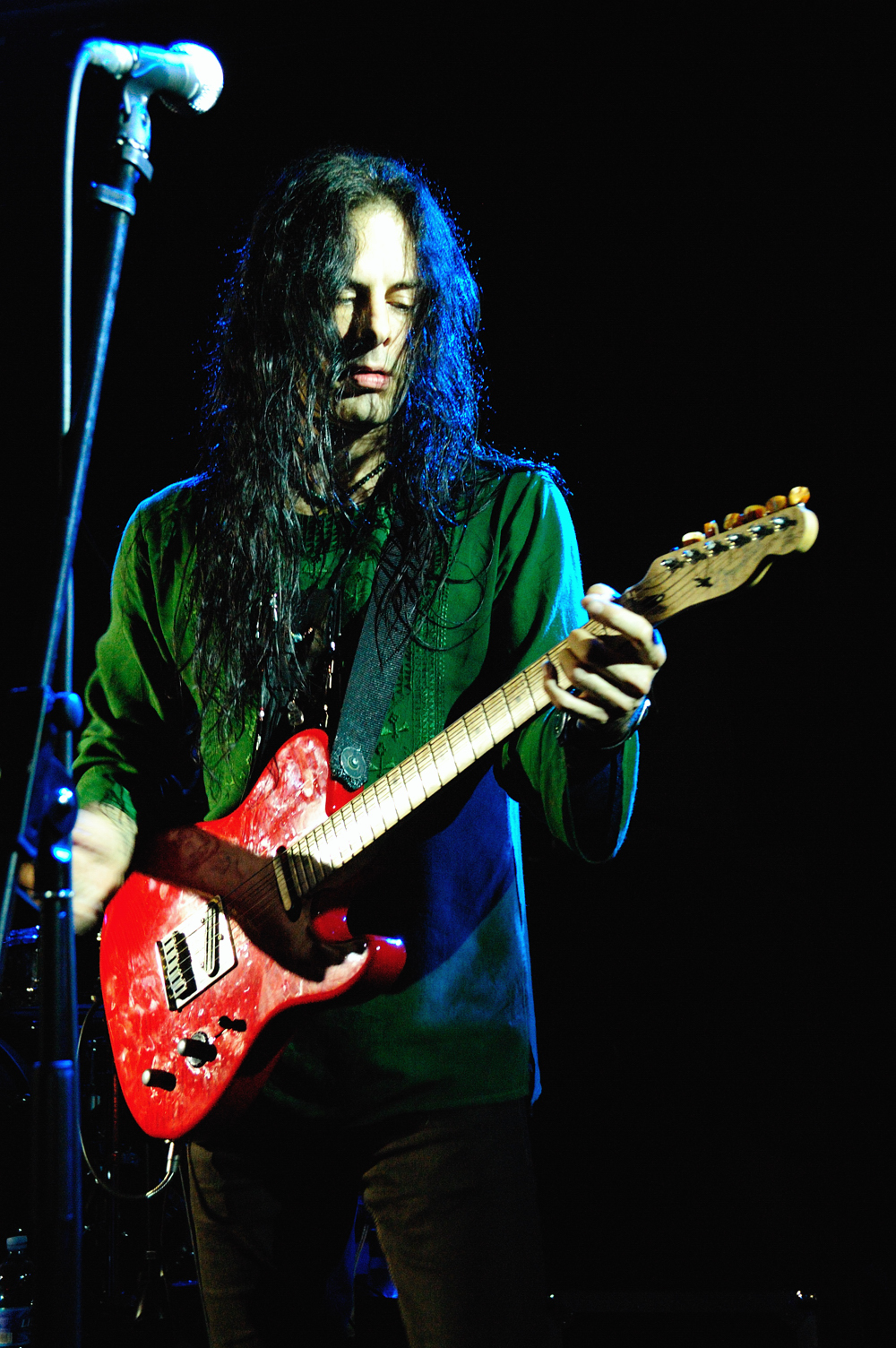
Richie Kotzen (2009)

### Alben
- 1989: Richie Kotzen
- 1990: Fever Dream
- 1991: Electric Joy
- 1991: Bill and Ted’s Bogus Journey (Soundtrack)
- 1992: L.A. Blues Authority II (mit Glenn Hughes)
- 1993: The Electric Pow Wow (Stevie Salas)
- 1993: Native Tongue (Poison)
- 1994: Mother Head’s Family Reunion
- 1995: Inner Galactic Fusion Experience
- 1995: Tilt (mit Greg Howe)
- 1996: Wave of Emotion
- 1996: Time’s Gonna Tell [EP]
- 1996: Sticky Wicked (T. M. Stevens)
- 1997: Kotzen/Howe Project (mit Greg Howe)
- 1997: Something to Say
- 1997: Deep Purple Tribute, According to New York (Mit T. M. Stevens)
- 1998: What Is
- 1999: Break It All Down
- 1999: BiPolar Blues
- 1999: Vertu (Projekt mit Stanley Clarke und Lenny White)
- 1999: Get Over It (Mr. Big)
- 1999: Radioactive (T. M. Stevens)
- 2000: Submarine (mit Gregg Bissonette)
- 2000: From the Archives Vol. 1 – Incense & Peaches (Glenn Hughes)
- 2000: Deep Cuts (Mr. Big)
- 2001: Actual Size (Mr. Big)
- 2001: Slow
- 2002: In Japan (Mr. Big)
- 2003: Change
- 2003: Acoustic Cuts
- 2004: Get Up
- 2004: The Best of Richie Kotzen
- 2005: Nothing to Lose (Forty-Deuce)
- 2006: ZxR Ai Senshi
- 2006: Into the Black
- 2006: Rough Beat (Steve Saluto)
- 2007: Return of the Mother Head’s Family Reunion (Go Faster[USA])
- 2008: Live in São Paulo
- 2009: Peace Sign
- 2009: The Road (als Wilson Hawk)
- 2010: Resurrection (mit Steve Saluto)
- 2011: 24 Hours
- 2011: I’m Comin’ Out [Compilation]
- 2013: The Winery Dogs (mit Billy Sheehan & Mike Portnoy)
- 2014: The Essential Richie Kotzen
- 2015: Cannibals
- 2015: Hot Streak (mit The Winery Dogs)
- 2017: Salting Earth
- 2020: 50 for 50
- 2021: Smith/Kotzen (mit Adrian Smith)
- 2021: Better Days EP (mit Adrian Smith)
- 2022: Better Days… and Nights (mit Adrian Smith)
- 2023: III (mit The Winery Dogs)
- 2024: Nomad
- 2025: Black Light/White Noise (mit Adrian Smith)

### DVDs
- 2002: Farewell Live in Japan (Mr. Big)
- 2007: Live in South America
- 2014: Unleashed in Japan (The Winery Dogs)
- 2015: Richie Kotzen Live
- 2017: Dog Years – Live in Santiago & Beyond 2013-2016 (The Winery Dogs)